# 内田銀蔵
内田 銀蔵（うちだ ぎんぞう、1872年3月4日（明治5年1月25日） - 1919年（大正8年）7月22日）は、日本の歴史学者。専門は日本経済史。文学博士。日本経済史学の先駆者。

## 生涯
明治5年（1872年）1月、東京府足立郡千住宿中組（現在の東京都足立区）の旧家に生まれる。明治22年（1889年）、東京専門学校（現：早稲田大学）邦語政治科卒業。第一高等中学校（のちの一高）に編入し、1896年（明治29年）に帝国大学文科大学国史科を卒業した。国史科の同期に、喜田貞吉・黒板勝美・笹川種郎・原勝郎・幸田成友らがいた。帝国大学卒業後、同大学院に進学し、「日本経済史及び史学と経済学との教育的価値」をテーマに研究した。
1899年（明治32年）、東京帝国大学文科大学国史科・史学科の講師となり、日本の大学で初めて経済史を講義した。1902年（明治35年）、「我国中古の班田収授及近時まで本邦中所々に存在せし田地定期割替の慣行に就きて」と「徳川時代特に其中世以後に於ける外国金銀の輸入」によって、文学博士の学位を取得した。
翌1903年（明治36年）1月、文部省外国留学生としてヨーロッパに派遣、イギリス・フランス・ドイツに3年間留学し、ドイツ歴史学派経済学の学風を学んだ。同年発刊の『日本近世史』第1巻 上冊 第1で、西洋歴史学の三分法を適用して、日本史三分法で江戸時代を近世として「古代 - 中世 - 近世」を提起し、研究者たちに支持され、これに近代を末に加えて、日本史学での総括的な日本史時代区分の名称となり、後代に影響を与えた。1906年（明治39年）に帰国するが、留学途中の1905年（明治38年）に、広島高等師範学校教授に就任した。
帰国後の1906年（明治39年）、創設されたばかりの京都帝国大学文科大学教授を兼任し、文科大学史学科開設に参画した。その際、内田の創案によって、日本で初めて史学科に学生向けの国史研究室や、史学科に地理学の講座を設置した。翌1907年（明治40年）5月に京都帝国大学文科大学専任教授に就任、同年9月に開設された史学科で国史学講座を担当し、史学研究法・史学概論、のちに日本近世史・日本経済史も併せて講義した。
1918年（大正7年）、再びヨーロッパに出張し、翌1919年（大正8年）3月に帰国するが、間もなく発病し、同年7月22日、胃潰瘍のため48歳で歿した。

## 著書
- 『日本近世史』 第1巻 上冊 第1、冨山房 1903
- 『近世の日本』冨山房 1919
- 『日本近世史・近世の日本』平凡社東洋文庫（上記二冊）
- 『内田銀蔵遺稿全集』全5巻　同文館 1921-1922
  - (1)日本経済史の研究 上巻
  - (2)日本経済史の研究 下巻
  - (3)国史総論及日本近世史
  - (4)史学研究法及史学理論
  - (5)内田銀蔵講論集